# カンピナグランデ
カンピナグランデ（Campina Grande）は、ブラジル北東部にあるパライバ州の第2の都市である。人口は41万1807人（2020年）。住人の呼称は「カンピネンセ (campinense)」。

## 地理
南アメリカ大陸の東端にほど近く、州都のジョアン・ペソアから120km西に位置する。レシフェからは車で約3時間。

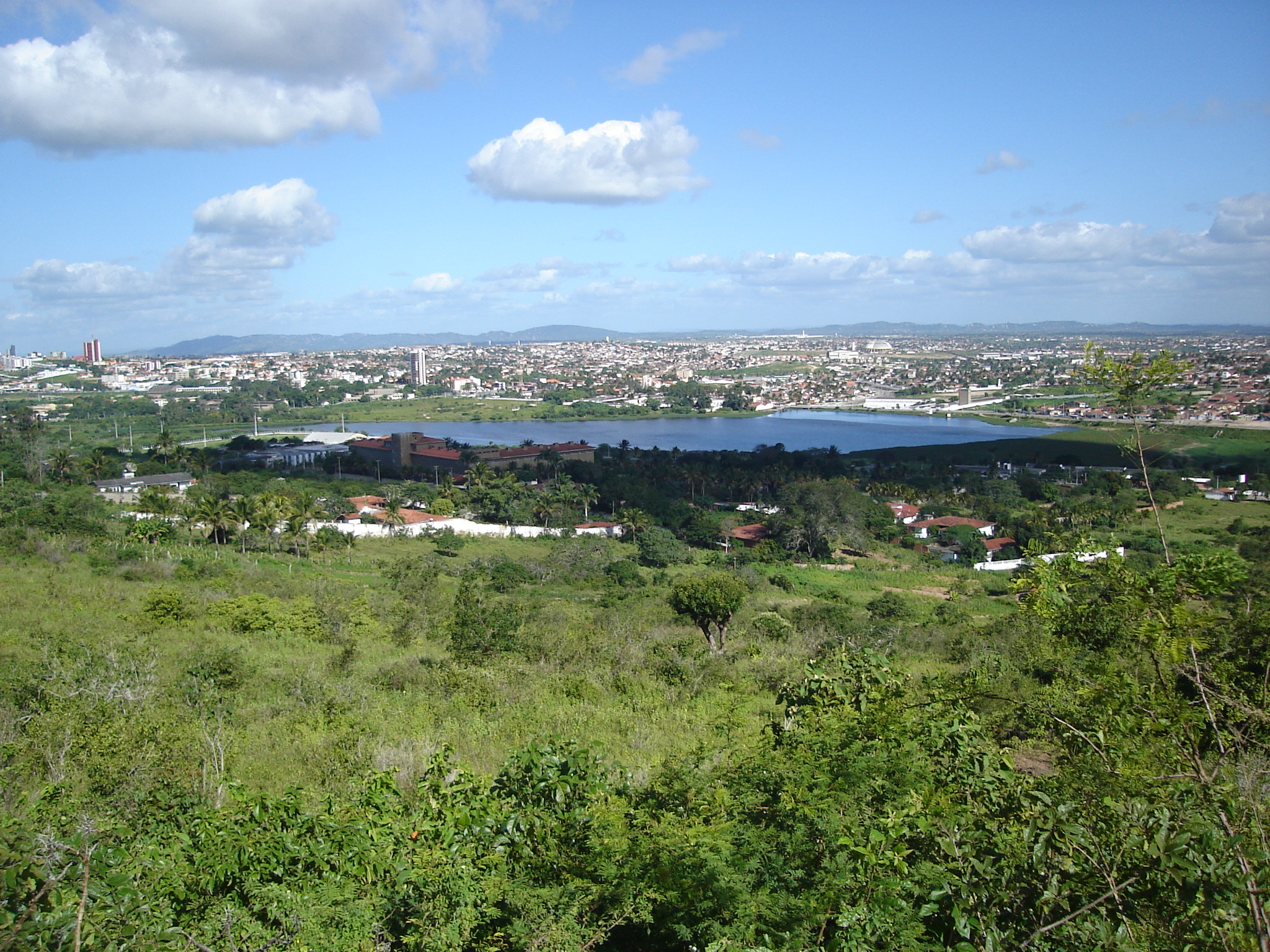
遠景

## 文化
6月に行われるお祭り「O Maior São João do Mundo」が有名で、祭りは1ヶ月間行われる。

## 教育
カンピナ・グランデ連邦大学(Universidade Federal de Campina Grande - UFCG)をはじめ、多くの大学があり、研究拠点となっている。

## 経済
カンピナグランデ連邦大学はソフトウェア開発の分野ではブラジルを代表する存在である。その影響で、市内には約50社のソフトウェアディベロッパーが存在しており、市の経済の約20％を占めている。

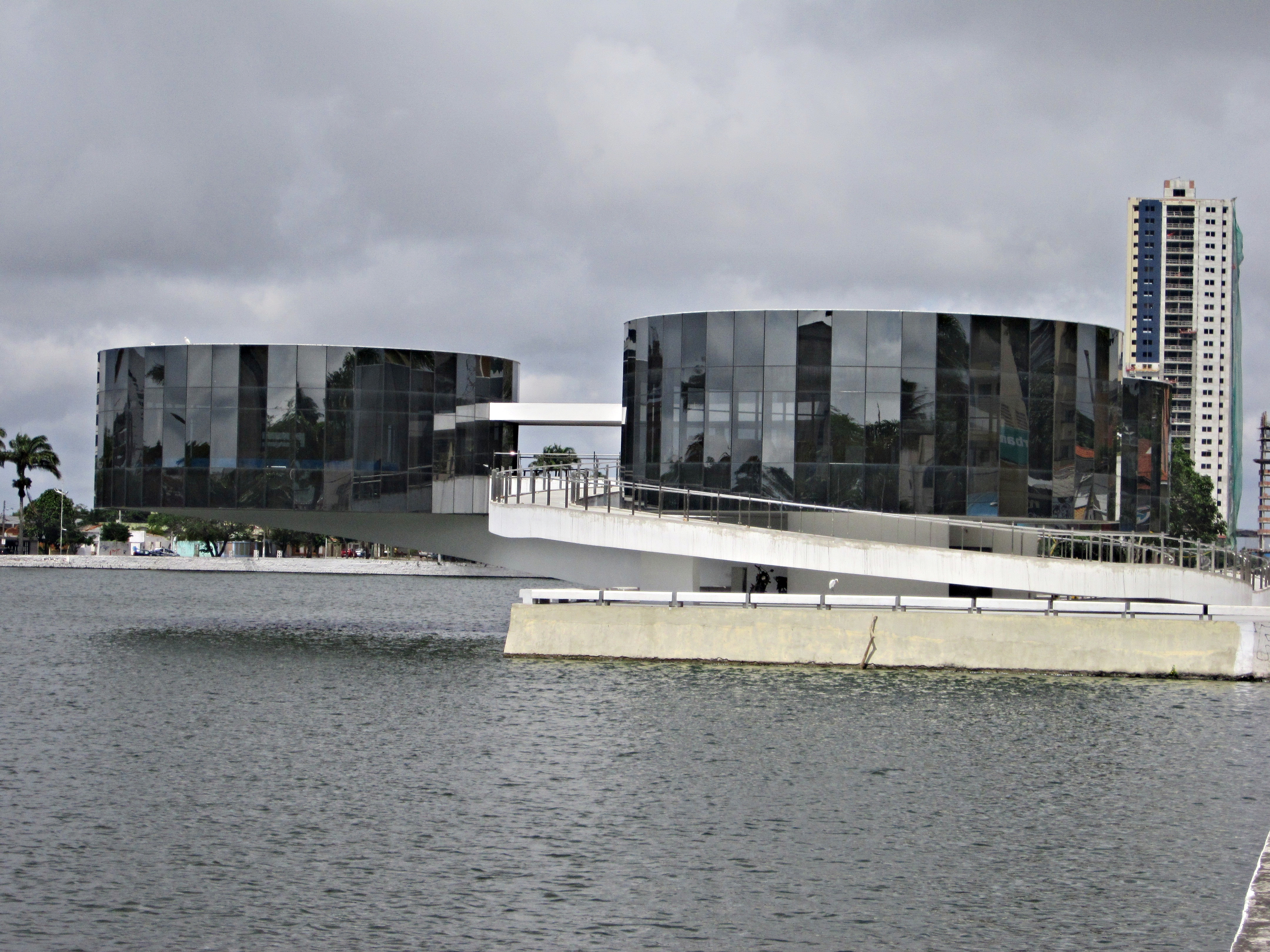
美術館